# Belaruskaja Tele-Radio Campanija
A Companhia Nacional Estatal de TV e Rádio da República da Bielorrússia (Bielorrusso: Нацыянальная дзяржаўная тэлерадыёкампанія Рэспублікі Беларусь, Russo: Национальная государственная телерадиокомпания Республики Беларусь) é uma emissora estatal de rádio e televisão da Bielorrússia.
A TVR tem atualmente três estações de televisão nacionais (TV-First, LAD, Belarus-TV), cinco estações nacionais de rádio, e muitas estações regionais e locais. As emissões são em Língua bielorrussa e russa. A 1 de Janeiro de 1993, foi admitida como membro pleno da União Europeia de Rádiodifusão, com o nome Belarusian Television and Radio Company (BTRC).